# 陶侃

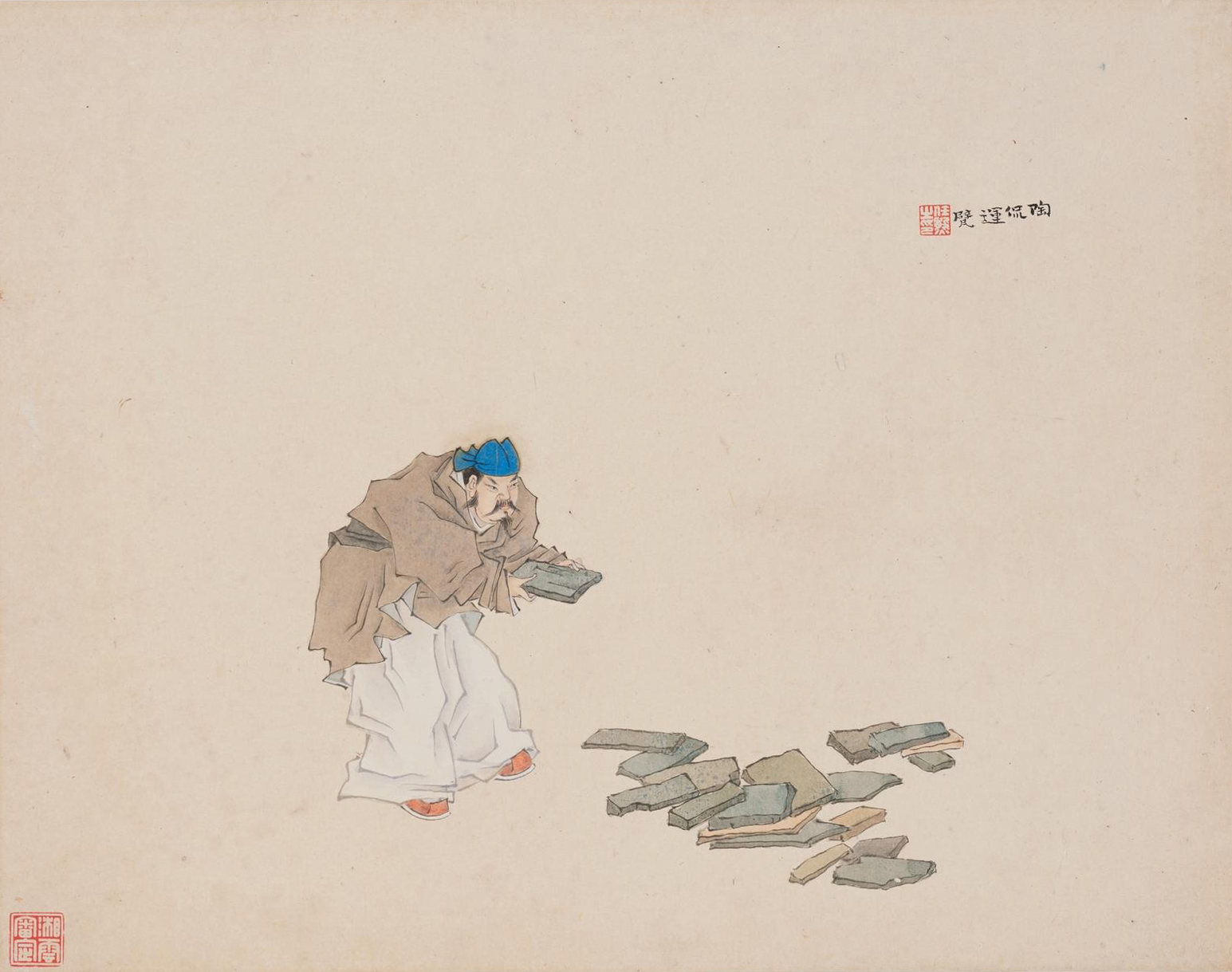
陶侃

陶侃（259年—334年7月30日），字士行。孫吳鄱阳郡枭阳县（今江西省都昌县）人，晋朝名将。出身寒門的陶侃自討平張昌叛亂開始以其戰功一直升遷，最終當上太尉之位，並掌握重兵，都督八州軍事並任荊江兩州刺史；在世族壟斷高位的東晉是一個例外。陶侃不單對東晉的建立與維持在軍事上作出貢獻，本身亦甚有治績，治下荊州太平安定，路不拾遺，亦深受人民愛戴。曾建杉庵讀書於嶽麓山。因曾任西晉龍驤將軍獲封長沙郡公，故又稱「陶龍驤」、「陶長沙」。诗人陶渊明为其曾孙。

## 生平

### 早年事跡
少時家貧，父陶丹早亡，全靠母親諶氏紡織維生，東吳滅亡後全家遷到尋陽。陶侃早年曾任寻阳的“鱼梁吏”，後任郡督邮，領樅陽縣令；及後因被稱能幹而升任廬江太守張夔的主簿。及後張夔察陶侃為孝廉，到洛陽後獲張華接見並賞識，任郎中。後又曾任伏波將軍孫秀舍人，武岡縣令和鄱陽郡小中正。

### 數平叛亂
西晋太安二年（303年），義陽蠻張昌於荊州叛亂，寧朔將軍劉弘轉任使持節、南蠻校尉、荊州刺史，並進討張昌。劉弘尚未到任即任命陶侃為南蠻长史，並派他進兵襄陽，後於竟陵（今湖北潜江西北）等地大破张昌军，斬首數萬，又納降萬人，張昌部眾於是潰散，張昌及其餘眾次年亦被消滅；戰後陶侃以軍功封東鄉侯。
永興二年（305年）十二月，右將軍陳敏在歷陽叛亂，自稱楚公，並驅逐揚州刺史劉儀等多名官員。劉弘推陶侃為江夏太守，加鷹揚將軍，並且積極備戰。及後陳敏派遣其弟陳恢攻武昌，陶侃即領兵抵抗；此時隨郡內史扈瓌試圖離間劉弘和陶侃，稱陶侃與陳敏曾同居廬江郡，可能會叛歸陳敏，但劉弘相信陶侃，陶侃知道後亦派兒子陶洪和侄兒陶臻到劉弘處表示忠心，劉弘於是加陶侃都護，命他與部眾齊心抗擊陳恢。陶侃最終以運輸船作戰艦，所向披靡，擊敗陳恢。後來陶侃因母親湛氏離世而離職。
服喪後，陶侃參東海王司馬越軍事。及後江州刺史華軼表他為揚武將軍，駐屯夏口；後來又遷任龙骧将军、武昌太守。當時全國正鬧饑荒，山夷很多都淪為盜賊，劫掠經過長江的船隻，陶侃於是命部將造船以偽裝商船誘敵，果然成功誘出盜賊，更發現原來是西陽王司馬羕的部下。陶侃於是立刻派兵威逼司馬羕進擊盜賊，自己則在釣臺作後繼。最終司馬羕縛送二十名部下送交陶侃並被處死，而長江邊的盜賊問題亦得以解決。陶侃更盡力賑濟那些回流的民眾，又於武昌郡東設立夷市，穩定當地亦為郡府賺取不少利錢。

### 杜弢之亂
永嘉五年（311年），荊湘流民擁杜弢造反。次年，王敦遣陶侃與周訪等鎮壓。陶侃派周訪和趙誘為前鋒，擊敗杜弢部眾，後又成功營救被杜弢部眾襲擊的荊州刺史周顗，更大敗杜弢軍隊。王敦得知勝利後亦說：「若無陶侯，便失荊州矣。」表拜陶侃為使持節、寧遠將軍、南蠻校尉、荊州刺史，領西陽、江夏、武昌，並先後駐屯沌口和沔江。但建興元年（313年），參軍王貢與杜曾叛變，襲擊陶侃部眾，陶侃在石城進攻杜曾又失敗，於是打算退入溳中，但圖謀叛變的部將張奕卻勸陶侃停駐迎戰逼近的杜弢部眾，以免部眾慌亂，陶侃停駐卻於次年遭到來的敵軍擊敗，陶侃所乘的船艦更被敵軍鉤住，幸有部將朱伺力戰而得以逃脫。陶侃因此戰而免官，王敦則上表請陶侃白衣領職，繼續參與平亂。
陶侃及後率領周訪等進軍湘城，派都尉楊舉擊破杜弢並駐屯城西，王敦於戰後上奏恢復陶侃官位。後來王真領兵三千出武陵江，誘請五谿夷派兵支持並進攻武昌。陶侃派鄭攀和陶延夜取巴陵，攻其不備，大破王真，王真亦回湘城。杜弢及後又懷疑並殺死張奕，更令部眾恐懼，很多人歸降。陶侃後來更於陣前勸降王真，成功令王真投降，杜弢敗走，後又進兵長沙，俘獲敵將毛寶、高寶和梁堪。

### 安定南土
此時陶侃在湘州大敗杜弢的軍功遭王敦所忌，趁將回江陵的陶侃向他辭別時將他留住，後即調任廣州刺史、平越中郎將，改以王廙為荊州刺史。陶侃部眾要求陶侃留位但遭王敦拒絕，陶侃部將鄭攀、馬儁等人竟迎杜曾對抗王廙。王敦知道後認為鄭攀所為是陶侃的意旨，於是打算趁餞別宴上殺死陶侃，遲疑握劍來回踱步，後因梅陶和陳頒以周訪與陶侃關係密切（陶侃之子娶周訪之女，二人為親家關係），勸阻王敦才沒有實行，陶侃在王敦餞別宴一結束，當日即啟程前往廣州上任，以免生變。
陶侃到廣州後，變民杜弘即派使者向陶侃假意投降，陶侃識破後即建造發石車。及後杜弘領兵前來，知道陶侃有所準備而撤退，陶侃便出兵追擊，大破杜弘，又先後捕獲杜弘的數名同黨，威名傳遍廣州。因功獲封柴桑侯。太興初年又進平南將軍，不久又加都督交州軍事。
永昌元年（322年），王敦以討伐劉隗等人為名舉兵，陶侃加領江州刺史，不久又轉都督、湘州刺史，又派高寶領兵對抗王敦。但同年王敦攻破建康，並執掌朝政，陶侃改回原職並加散騎常侍。後來交州刺史王諒被梁碩叛軍圍困於龍編，陶侃派高寶營救，但次年龍編陷落後高寶才到達平定叛亂，此時王諒已死，陶侃於是加領交州刺史，亦因功進位征南大將軍、開府儀同三司。
太寧二年（324年），王敦敗死，陶侃遷為都督荊、雍、益、梁州諸軍事，本職加領護南蠻校尉、征西大將軍、荊州刺史。荊州人民知道陶侃再治荊州都互相慶祝。

### 蘇峻之亂
咸和二年（327年）十月，庾亮欲召苏峻为大司农，苏峻拒不受命，起兵反抗。次年蘇峻即攻陷建康，執掌朝政，陶侃之子陶瞻亦为苏峻所杀。平南將軍溫嶠派人去荊州邀請陶侃勤王，並要推舉陶侃為盟主。但陶侃因自己當日不被任命為成帝的顧命大臣，始終心有不甘，以「疆埸外將，不敢越局」為由拒絕，後溫嶠多番勸請，陶侃才答應，並派督護龔登領兵支持溫嶠。(但據趙翼的《二十二史劄記》：因陶侃出身寒微，頗為當時豪門貴族所排陷，上述的拒絕一事，為誣詞之一。清代學者多為之辨正，以王懋竑之說最為詳盡，可參考《白田草堂存稿》卷四〈論陶長沙侃〉)
但在陳列祖約、蘇峻罪狀，正式宣戰後不久，陶侃卻反悔，追還龔登，此時溫嶠又寫信給陶侃，內容辭懇意切，力陳進退利弊，更以陶瞻之死激起陶侃的憤怒；同時王愆期和陶妻龔氏亦勸陶侃支持溫嶠，最終令陶侃決定支持討伐蘇峻，並放下陶瞻的喪事，動身親自率軍進攻。
五月，陶侃與庾亮和溫嶠領兵進攻建康，到石頭城集合。當時眾人都期望一戰擊敗蘇峻，結束戰事，但陶侃認為蘇峻部眾正盛，難與爭鋒，建議久持而智取。及後討伐軍與蘇峻軍作戰互有勝負，相持不下，郗鑒部將李根於是建議在查浦修築白石壘，陶侃聽從並立刻建築，一夜之間就建成，令蘇峻軍大驚。但溫嶠與蘇峻相持日久仍未有進展，反令軍中乏糧，陶侃憤恨溫嶠等人輕易出兵，不答應借糧，並要脅撤軍回荊州。將領毛寶即前去勸諫陶侃，最終令陶侃回心轉意，分五萬石軍餉給溫嶠。不久毛寶更燒毀蘇峻於句容和湖孰的積糧，令蘇峻軍陷入缺糧危機。及後蘇峻部將張健、韓晃等進攻郭默駐守的大業壘；陶侃打算營救，但長史殷羨認為陶侃部眾擅長水戰而不善陸戰，不如進攻石頭城，一旦成功即可為大業壘解圍。陶侃於是領水軍進攻石頭城，庾亮、溫嶠和趙胤亦領萬兵從白石壘進逼建康。蘇峻先派匡孝擊敗趙胤，及後蘇峻見匡孝戰勝，離開大軍，只率數騎北上突擊敵陣但失敗，更在東陵東白木陂因馬匹遇障不前而遇襲，最終墮馬被殺。蘇峻部眾知道蘇峻死後即崩潰，陶侃與諸軍於是繼續進軍石頭城，並於次年完全清剿和收降蘇峻的殘餘勢力，救出晉成帝。

### 進位三公
蘇峻之亂平定後，陶侃因功而升为侍中、太尉、都督交、廣、寧、荊、益、雍、梁七州军事，封长沙郡公，仍驻荆州。咸和四年（329年）十二月，郭默假稱詔命殺江州刺史劉胤，王導因郭默驍勇難制而容忍，更讓他任江州刺史。但陶侃則動軍，並上書朝廷請求討伐。次年，郭默與陶侃部隊作戰，但不利，唯有入尋陽城固守，及後陶侃大軍齊集，對峙兩個月後郭默部將宋侯縛送郭默父子五人和張丑出降，陶侃於是將郭默斬首，傳首京師，平定事件。陶侃戰後加都督江州，領刺史，並加置屬官。
咸和七年（332年），陶侃又派兒子陶斌和南中郎將桓宣擊敗在樊城的後趙將領郭敬；派陶臻和竟陵太守李陽攻破新野，再奪襄陽。陶侃因功進為大將軍，劍履上殿，入朝不趨，贊拜不名，陶侃辭讓。陶侃晚年都不與朝權，更多次上書求退，都因部下苦求而留下。
咸和九年（334年），陶侃因病重而上表告老歸國，將後事都交給右司馬王愆期，然後登舟赴長沙，途中病逝於樊溪舟中，享年七十六歲，諡桓公。朝廷追贈陶侃大司馬，祀以太牢。陶侃手下在武昌西刊石刻碑並畫陶侃形象。陶侃遗令葬于长沙国城南二十里。

## 性格特徵
- 史載陶侃「性聰敏，勤於吏職，恭而近禮，愛好人倫。」又「雄毅有權，明悟善決斷」任廣州刺史時雖然事務繁多，但都不會遺漏。同時所有書信文件都親自答覆，而且下筆如流，未嘗有停滯。陶侃無論客人是否相熟都會接待，不會待慢他們在門前久候。有一次外出，看见一人手持一束未成熟的稻穗。便问：“用此何为？”那人回答：“行道所见，聊取之耳！”他听了大怒：“汝既不佃，而戏践人稻。”便抓起來痛打一頓。
- 陶侃在王敦被消滅後任荊州刺史，其時荊州有饑荒，很多人餓死，陶侃就在秋收時買進穀糧，到饑荒出現時將穀糧拿出市場供應，荊州士庶都十分高興。[5]
- 性格節儉，有智慧，一次公家造船，留下許多竹根、竹梢和鋸末粉屑，陶侃叫人把它收藏起來。時人怪異之。恰逢雪後天晴，道路泥濘，陶侃叫人把木屑舖在地上，以免行人滑倒。又有一次，因軍事造船，陶侃便拿出收藏的竹根、竹梢，作為造船的竹釘子，這是「竹頭木屑」的典故。
- 陶侃做事仔細，辭官離開前，軍資、器仗、牛馬和舟船都全部作了記錄，並將倉庫封印，自加管鑰，全交給繼任的王愆期，然後才離開。陶侃的行動於當時朝野為一時美談。
- 陶侃年轻时家贫，一次鄱阳孝廉范逵投宿，陶侃的母亲为了招待他，割了自己的头发卖钱。后来陶侃得范逵舉薦而獲廬江太守張夔任命。陶侃也將張夔像父親一樣對待，曾有一次為了給張夔的妻子請醫生而冒雪前進數百里的路程。後來，張夔又將陶侃舉為孝廉，使他進入當時的政治中心——洛陽。過了許多年以後，陶侃成為一代名將，身居都督八州之高位。他念及范逵、張夔及劉弘對其的知遇之恩，將張夔子張隱任命為自己的參軍，范逵子范珧任命為湘東太守，劉弘曾孫劉安為掾屬，以報答當年的恩情。
- 據《晉書》，陶侃養有媵妾數十，家僮千餘人，更擁有極多珍奇寶物[6]。

## 逸事
- 陶侃任广州刺史期间，每天早上把数百块砖頭搬到室外，傍晚又搬回室内，严寒無間。有人怪而問之，他卻说：“吾方致力于中原，过尔优逸，恐不堪事，故自劳尔。”后人称“运甓翁”。
- 郭默曾經多次與後趙君主石勒作戰，連石勒也畏懼其勇悍，但知道陶侃兵不血刃地討平郭默，石勒更是畏懼陶侃。蘇峻之亂時殺死陶侃之子陶瞻的蘇峻部將馮鐵後來北投石勒，石勒讓他守邊。但陶侃告訴石勒馮鐵殺陶瞻的事後，石勒即將馮鐵殺死。
- 陶侃曾經造夢，發現自己有八翼，飛上天並登九重天門，到最後一扇門時受阻，更被守門人以杖擊打，因而墮地，左邊翼都折斷了。醒來後陶侃仍覺得左邊腋下隱隱作痛。又一次如廁時遇一人，向他預言他日後當為公，位至八州都督。又有一名相士師圭向陶侃說他左手中指有垂直的指紋，日後會為公，極為尊貴。陶侃以針刺手，將鮮血灑血牆壁而見「公」字，後以紙包著手，字體愈見明顯。及至陶侃都督八州軍事，據長江上游而手握重兵，每有覬覦權位之志時都想著折翼的夢，便即止住念頭。
- 陶侃曾將佐吏的博奕器具丟到江中，稱圍棋是堯舜用來教愚蠢的兒子，而賭博器具就是紂王造的，認為佐吏們是國家棟樑，不要碰這些東西。[7]《晉書》亦有類似記載，寫陶侃不欲部下荒廢正事而沉迷遊戲，浪費時間。[8]
- 父親死時，陶侃曾見過一個身高九尺的人來拜訪，但給出的名片陶侃一個字也看不懂，於是感到很奇怪。送他離去時，他表示自己是仙人王子喬，說陶侃有貴相而特別來訪，說罷就騎鶴升天了。[9]而在為母親湛氏守喪時，他也見過兩個人來弔祭，然而此二人不哭而退，衣著光鮮潔淨，陶侃心知他們不是平常人，但跟著去看時就只看到兩只鶴飛往天上[10]。
- 武昌路邊種有柳樹，有人曾經偷走了一棵種在自己家中，卻為陶侃認出，問他為甚麼偷走公家柳樹，當時人都認為其神妙。[11]
- 陶侃名气未显时，正逢父母丧事，将要埋葬棺材，家中突然丢失一头牛不知所在，遇到一位老人，对陶侃说：“看见一头牛躺在山岗的水流中，要是能够埋在那，能位极人臣”，然后又指着另一处山说：“此地其次，后世能出俸禄二千石的高官”。陶侃寻得失牛，将亲人安葬其中，将另外一处山给了周访。周访父亲死后即埋于此，此后周访以及三世后代都为刺史，正如老人所言。这便是“牛眠吉地”的典故[12]。

## 評論
- 《晉書》史臣曰：士行望非世族，俗異諸華，拔萃陬落之間，比肩髦儁之列，超居外相，宏總上流。布澤懷邊，則嚴城靜柝；釋位匡主,則淪鼎再寧。元規以戚里之崇，挹其膺而下拜；茂弘以保衡之貴，肥其言而動色。望隆分陝，理則宜然。至於時屬雲屯，富逾天府，潛有包藏之志，顧思折翼之祥，悖矣！夫子曰「人無求備」，斯言之信，於是有徵。
- 《晉書》贊曰：長沙勤王，擁斾戎場。任隆三事，功宣一匡。繄賴之重，匪伊舟航。
- 東晉尚書梅陶：「神机明鉴似魏武（曹操），忠顺勤劳似孔明（諸葛亮），陆抗诸人不能及也。」
- 謝安：「陶公雖用法，而恒得法外意。」
- 袁宏：精金百炼，在割能断。功则治人，职思靖乱。长沙之勋，为史所赞[3]。

## 家人

### 父母
- 陶丹，東吳揚武將軍。
- 湛氏，陶侃生母，父親陶丹的妾。湛氏是位德婦，《晋书·列女传》記載：“侃少为寻阳县吏，尝监鱼梁，以一坩鮓遗母。湛氏封鮓及书责侃曰：‘尔为吏，以官物遗我，非惟不能益吾，乃以增吾忧矣。’”

### 妻
- 龚氏

### 子女
陶侃有十七子，但部分因名氣不顯而沒有記載於史書上。
- 陶洪，丞相掾，早卒。
- 陶瞻，官至散騎常侍，被蘇峻殺害後諡「愍悼世子」。
- 陶夏，陶瞻死後為世子，陶侃死後送靈柩到長沙，與陶斌與陶稱各擁數千兵互相圖謀，後因陶斌先入長沙掠奪器杖財物而殺害他，被庾亮上表請加懲治，但陶夏不久即病死。
- 陶琦，司空掾。
- 陶旗，性甚凶暴，官至散騎常侍，封郴縣開國伯。
- 陶斌，尚書郎，後被哥哥陶夏所殺。
- 陶稱，性虓勇不倫，官至南中郎將，監江夏隨義陽三郡軍事、江夏相。後被庾亮以「肆縱醜言，無所顧忌、要結諸將，欲阻兵構難」等原因處死。
- 陶範，[13]諸子最為知名，官至光祿勳。
- 陶岱，官至散騎侍郎。
- 陶茂，武昌太守，陶潛祖父。
- 陶氏，陶侃女兒，嫁孟嘉，即陶淵明之外祖母。孟嘉之女嫁陶茂之子陶逸。

### 侄兒
- 陶臻，有勇略智謀，官至南郡太守、領南蠻校尉、假節。
- 陶輿，陶臻弟，果烈善戰，武威將軍，於杜弢作戰時受重創而死。

### 孫兒
- 陶弘，陶瞻息子，陶夏被廢後繼承長沙郡公爵位，位至光祿勳。
- 陶淡，陶夏子，好導養之術，好讀《易經》和喜好占卜。
- 陶定，陶旗子，承袭郴县开国伯。
- 陶逸，陶茂子，官至安成太守，妻為其表姊妹，即陶侃之外孫女。
- 陶氏，陶茂女，嫁羅遵士

### 曾孫
- 陶綽之，陶弘子，承袭长沙郡公。
- 陶袭之，陶定子，承袭郴县开国伯。
- 陶潛 (陶渊明)，陶茂孫，陶逸子，東晉著名詩人。
- 陶氏，陶逸女兒，嫁程元振和游氏之第三子程寶俊。

### 玄孫
- 陶延寿，陶绰之子，承袭为长沙郡公，刘裕接受禅让后降封为醴陵县侯，食邑五百户
- 陶谦之，陶袭之子，承袭郴县开国伯。
- 陶儼，陶淵明子。
- 陶俟，陶淵明子。
- 陶份，陶淵明子。
- 陶佚，陶淵明子。
- 陶佟，陶淵明子。

## 人物紀念
今湖南省長沙市東南榔梨鎮有座「陶公庙」，主要祭祀陶侃後裔陶淡、陶烜叔侄二人。
湘江湖南湘潭段西岸有座名爲陶公山的山丘（原名壶山），相傳為陶侃駐軍的地方。山上有陶侃衣冠冢，為當地百姓的紀念曾任湘州刺史的陶侃。該冢重修于中華民國10年（1921年），現爲湘潭市級文物保護單位。

## 延伸阅读
[在维基数据编辑]
 《晉書·卷066》，出自房玄齡《晉書》
 在维基共享资源阅览影像